# 航天镇
航天鎮，是中华人民共和国甘肃省酒泉市金塔县下辖的一个乡镇级行政单位。

## 行政区划
航天鎮下辖以下地区：
航天村、西和村、双城村、三星村、天仓村、大湾村、永胜村、东岔村、永联村、营盘村、中丰村、双湾村、金关村、沙红山村和十四号生活基地。